# NGC 4672
NGC 4672 ist eine Spiralgalaxie vom Hubble-Typ Sa im Sternbild Zentaur am Südsternhimmel. Sie ist schätzungsweise 135 Millionen Lichtjahre von der Milchstraße entfernt und hat einen Durchmesser von etwa 90.000 Lj.
Im selben Himmelsareal befinden sich die Galaxien NGC 4645, NGC 4677, NGC 4683, NGC 4696.
Das Objekt wurde am 8. Juni 1834 von John Herschel  mit einem 18-Zoll-Spiegelteleskop entdeckt, der sie mit „eF, S, R, vgbM“ beschrieb.